# Kristofer Kamiyasu
Kristofer Kenichi Kamiyasu, före 2011 Fransson, född 5 september 1975, är en svensk skådespelare.

## Biografi
Kamiyasu föddes i Märsta men växte upp i Emmaboda med en japansk far och en svensk mor. Han gick ut Teaterhögskolan i Malmö 2001 och har sen dess arbetat på bland annat Helsingborgs stadsteater, Riksteatern, Teater Västmanland, Folkteatern i Göteborg, och Kulturhuset Stadsteatern. På Riksteatern medverkade han i den kritikerrosade föreställningen Kyla, skriven och regisserad av Lars Norén.
Under åren 2006–2017 arbetade han på Stockholms Stadsteater där han medverkade i ett tjugotal olika produktioner och där hans roll som Mowgli i Djungelboken av Alexander Mørk-Eidem utmärkte sig. Djungelboken prisades av såväl kritiker som publik och är den produktion i teaterns 60-åriga historia som spelats under längst tid (2007–2014). Kamiyasu har även läst in ljudboksversioner som bland annat Balladen om sångfåglar och ormar av Suzanne Collins och 1Q84 som är en trilogi romaner av den japanske författaren Haruki Murakami.
Kamiyasus karriär gick vidare till Hollywood och var 2019 med och spelade in actionfilmen The Hitman's Wife's Bodyguard, med bland andra Ryan Reynolds, Samuel L. Jackson och Morgan Freeman, som hade premiär 2021. Kamiyasu spelade även rollen som Khai i actionfilmen The Princess med bland andra Joey King, som släpptes på Disney+ 2022. Han spelade rollen som Rasmus, i den femte episoden i den fjärde säsongen av TV-serien Succession som visades på HBO 2023.

## Filmografi
- 2010 – Den fördömde (TV-serie)
- 2011 – Selvi ska sova
- 2012 – Hamilton – I nationens intresse
- 2017 – Jordskott (TV-serie)
- 2019 – Hidden – Förstfödd (TV-serie)
- 2020 – Box 21 (TV-serie)
- 2020 – Lyckoviken (TV-serie)
- 2021 – The Hitman's Wife's Bodyguard
- 2022 – The Princess
- 2022 – Cell 8 (TV-serie)
- 2022 – Tack för senast
- 2023 – Detektiven från Beledweyne (TV-serie)
- 2023 – Succession (TV-serie)
- 2025 – The Sandman (TV-serie)

## Teater

### Roller (ej komplett)
| År   | Roll             | Produktion                                                         | Regi                                                                        | Teater                   |
| ---- | ---------------- | ------------------------------------------------------------------ | --------------------------------------------------------------------------- | ------------------------ |
| 2002 | Löparen          | Löparen Mattias Andersson                                          | Jan Nielsen                                                                 | Helsingborgs stadsteater |
| 2007 | Mowgli           | Djungelboken (The Jungle Book) Rudyard Kipling                     | Alexander Mørk-Eidem                                                        | Stockholms stadsteater   |
| 2008 | Konstapel Brophy | Arsenik och gamla spetsar (Arsenic and Old Lace) Joseph Kesselring | Eva Dahlman                                                                 | Stockholms stadsteater   |
| 2009 | Rochefort        | De tre musketörerna Alexander Mørk-Eidem                           | Alexander Mørk-Eidem                                                        | Stockholms stadsteater   |
| 2010 | Medverkande      | 4 X Mark Ravenhill Mark Ravenhill                                  | Hilde Brinchmann Børresen Tatu Hämäläinen Jens Karlsson Martin Rosengardten | Stockholms stadsteater   |
| 2011 | Mowgli           | Djungelboken (The Jungle Book) Rudyard Kipling                     | Alexander Mørk-Eidem                                                        | Stockholms stadsteater   |
| 2012 | Rochefort        | De tre musketörerna Alexander Mørk-Eidem                           | Alexander Mørk-Eidem                                                        | Stockholms stadsteater   |
| 2014 | Mowgli           | Djungelboken (The Jungle Book) Rudyard Kipling                     | Alexander Mørk-Eidem                                                        | Kulturhuset Stadsteatern |
| 2014 | Dr Nakamura m fl | Happy End Dorothy Lane, Kurt Weill och Bertolt Brecht              | Carolina Frände                                                             | Kulturhuset Stadsteatern |
| 2015 | Grå man 1        | Momo eller kampen om tiden (Momo) Michael Ende                     | Allan Svensson                                                              | Kulturhuset Stadsteatern |
| 2016 |                  | Minnesstund Alejandro Leiva Wenger                                 | Frida Röhl                                                                  | Kulturhuset Stadsteatern |
| 2016 | Papageno         | Trollflöjten 2.0 Emma Sandanam och Mette Herlitz                   | Fredrik Meyer                                                               | Parkteatern              |
| 2017 | Semjon           | Dumma jävla mås (Stupid Fucking Bird) Aaron Posner                 | Frida Röhl                                                                  | Kulturhuset Stadsteatern |
| 2018 | Chuck            | Dogville Lars von Trier                                            | Frida Röhl                                                                  | Folkteatern Göteborg     |
| 2020 | Kujje            | Pappas födelsedag Alejandro Leiva Wenger                           | Frida Röhl                                                                  | Kulturhuset Stadsteatern |
| 2021 | Rough            | Gasljus (Gas Light) Patrick Hamilton                               | Melody Parker                                                               | Kulturhuset Stadsteatern |